# La Punta de la Cella
La Cella o La Punta de la Cella és un jaciment arqueològic d'època ibèrica i republicana que correspon a un poblat, probablement relacionat amb el jaciment de Punta de la Cella, que es troba a Salou (Tarragonès), declarat Bé cultural d'interès local.

## Els Íbers
Es tracta d'un poblat ibèric que es troba al Cap de Salou, just a tocar la costa. El paratge ha estat perjudicat per l'explotació d'una pedrera que es va construir per construir el dic de Llevant del port de Tarragona entre el segle XIX i XX i es calcula que aquestes alteracions destruïren almenys una quarta part del jaciment.
El poblat ibèric de la Cella va ser descobert durant els anys quaranta pels col·laboradors de Salvador Vilaseca i Anguera. Al setembre de 2002 es va realitzar la primera excavació en el jaciment ibèric per limitar-ne l'extensió. Van trobar murs i van continuar amb l'excavació. Després van netejar els materials obtinguts. L'últim dia van realitzar la documentació gràfica per facilitar les posteriors excavacions arqueològiques.
La descripció que es pot fer del jaciment a partir de les investigacions realitzades pels diferents grups de recerca que han intervingut al jaciment al llarg del segle XX  ha determinat l'indret com a un Oppidum ibèric amb ocupació des del s. IV fins al III aC (amb algunes peces de la primera meitat del II aC) que pertanyia a la tribu ibèrica de la Cossetània i amb una gran presència d'activitats comercials així com manufactureres de manipulació del metall. El complex arqueològic onsta d'una part defensiva i fins a quatre habitacles destinats a la producció i habitatge que descrivim a continuació.
Es van trobar estructures muràries de les mateixes característiques constructives que pertanyien a un conjunt d'habitacions. El material ceràmic indica que es tracta d'unes estructures ibèriques; en concret, sembla que es tracta d'un gran oppidum ibèric costaner.
Des de l'inici dels treballs, el 2010, les diverses campanyes han posat al descobert bona part de l'estructura d'aquest poblat, el més destacat del Tarragonès. Data del 400 aC i va ser ocupat fins al 250 aC, aproximadament, quan s'abandona pacíficament, motiu pel qual es troba en un molt bon estat de conservació. El futur passa, ara, per seguir delimitant el jaciment en els terrenys que hi ha per fora de la tanca actual que l'envolta i per on ha de passar el camí de ronda. A més, caldrà incloure el jaciment dins de les línies prioritàries de recerca del Grup de Recerca Seminari de Protohistòria i Arqueologia de la URV "Gresepia" a través dels plans de recerca quadriennals de la Generalitat de Catalunya, per continuar treballant-hi.
El setembre de 2012 es va dur a terme l'última intervenció arqueològica en el jaciment. Durant una visita en els treballs, l'alcalde de Salou, Pere Granados, va anunciar la pretensió de l'Ajuntament d'integrar el jaciment dins del circuit de visites del municipi i incorporar-ho dins del camí de Ronda.
Hom ha volgut identificar el poblat amb la ciutat de Cal·lípolis, la qual, en realitat, probablement no va existir mai.

## Els Romans
Fins al 2001, es creia que aquest poblat havia estat completament destruït per les obres d'extracció de pedra, però diferents treballs de prospeccions realitzats en els terrenys de l'Autoritat Portuària de Tarragona, van resoldre que la pedrera no havia afectat la totalitat del poblat. Tot i que la roca aflora a bona part de la zona, encara es documenten petites concentracions de materials ibèrics en els llocs on el gruix del sediment és més potent. Durant aquestes prospeccions del 2001, es va poder comprovar l'existència d'un mur antic que s'atribueix a les restes del poblat ibèric. Aquest mur es troba molt proper a l'àrea urbanitzada, uns 200 metres abans d'arribar a l'indret on s'havia identificat ceràmica ibèrica, a la dreta del petit camí que voreja l'espadat, just a l'altre costat de la tanca metàl·lica.
També es va observar que el terreny del voltant havia sofert una desbrossada que deixava veure diversos fragments de ceràmica romana. Al costat de la tanca, també eren visibles alguns carreus, la procedència dels quals no podia ser massa llunyana. La presència d'aquests carreus fa pensar que a més de l'assentament d'època ibèrica, podia haver-hi una continuïtat ocupacional fins a moments alt-imperials. Posteriorment, durant la visita realitzada al lloc amb motiu de la realització de l'estudi arqueològic del Cap de Salou, l'arqueòloga Maria Adserias va poder constatar que el mur abans esmentat estava més erosionat i que es veia un segon mur amb el qual formen l'angle d'una habitació.